# 24 uur van Le Mans 1991

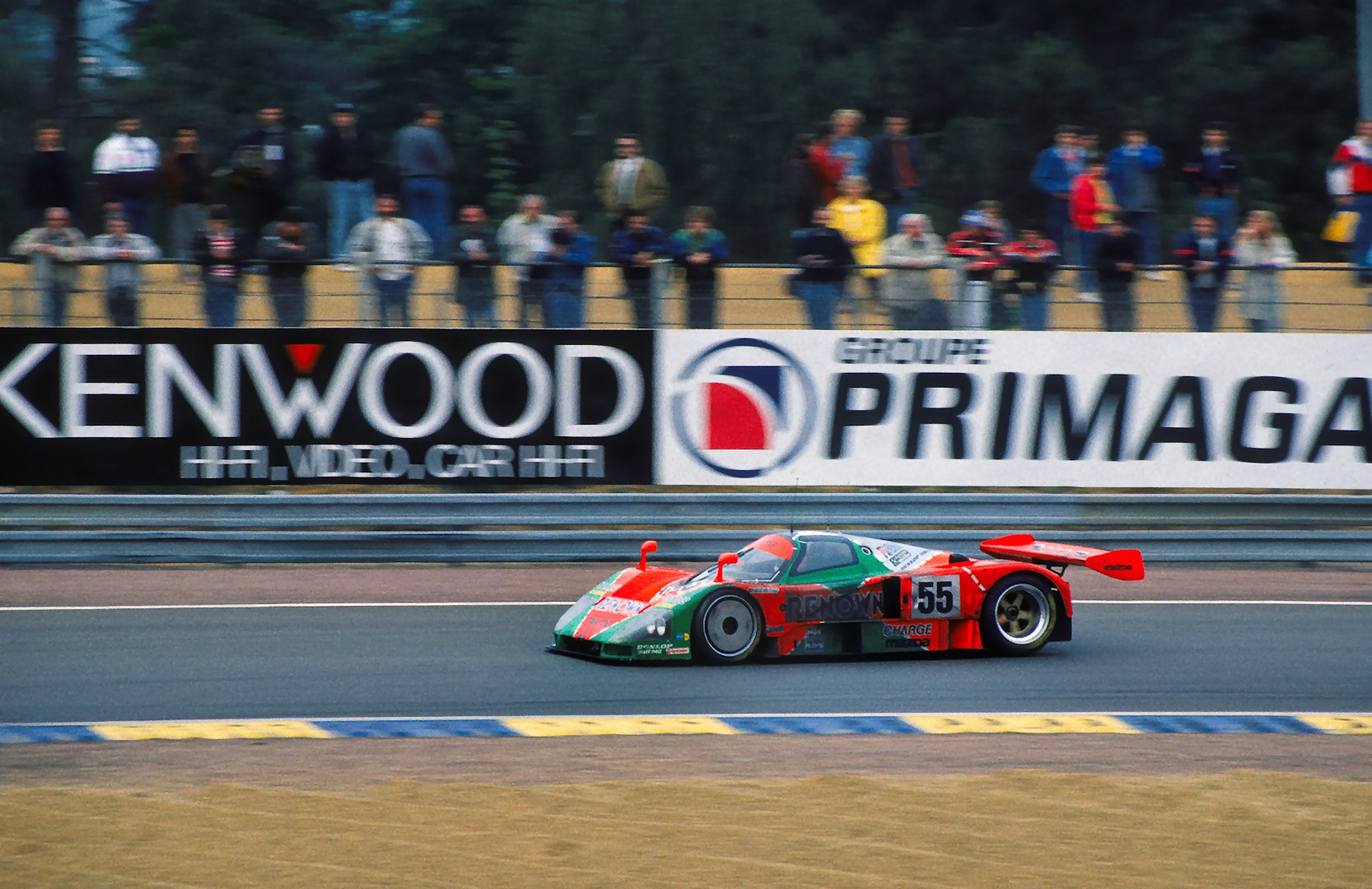
De winnende auto: de Mazda 787B #55.

De 24 uur van Le Mans 1991 was de 59e editie van deze endurancerace. De race werd verreden op 22 en 23 juni 1991 op het Circuit de la Sarthe nabij Le Mans, Frankrijk.
De race werd gewonnen door de Mazdaspeed Co. Ltd. #55 van Volker Weidler, Johnny Herbert en Bertrand Gachot. Zij behaalden allemaal hun enige Le Mans-zege. Het was tevens de eerste keer dat de race door een Japanse auto werd gewonnen. De C1-klasse werd gewonnen door de Euro Racing/Team Fedco #41 van Kiyoshi Misaki, Hisashi Yokoshima en Naoki Nagasaka. Dit was tevens de enige auto die in deze klasse binnen de afstandslimiet aan de finish kwam.

## Race
Winnaars in hun klasse zijn vetgedrukt. Auto's die minder dan 70% van de afstand van de winnaar (253 ronden) hadden afgelegd werden niet geklasseerd.
| Pos. | Klasse | No. | Team                                                         | Coureurs                                                | Chassis                            | Banden | Ronden |
| Pos. | Klasse | No. | Team                                                         | Coureurs                                                | Motor                              | Banden | Ronden |
| ---- | ------ | --- | ------------------------------------------------------------ | ------------------------------------------------------- | ---------------------------------- | ------ | ------ |
| 1    | C2     | 55  | Mazdaspeed Co. Ltd.                                          | Volker Weidler Johnny Herbert Bertrand Gachot           | Mazda 787B                         | D      | 362    |
| 1    | C2     | 55  | Mazdaspeed Co. Ltd.                                          | Volker Weidler Johnny Herbert Bertrand Gachot           | Mazda R26B 2.6L 4-Rotor            | D      | 362    |
| 2    | C2     | 35  | Silk Cut Jaguar Tom Walkinshaw Racing                        | Davy Jones Raul Boesel Michel Ferté                     | Jaguar XJR-12                      | G      | 360    |
| 2    | C2     | 35  | Silk Cut Jaguar Tom Walkinshaw Racing                        | Davy Jones Raul Boesel Michel Ferté                     | Jaguar 7.4L V12                    | G      | 360    |
| 3    | C2     | 34  | Silk Cut Jaguar Tom Walkinshaw Racing                        | Bob Wollek Teo Fabi Kenny Acheson                       | Jaguar XJR-12                      | G      | 358    |
| 3    | C2     | 34  | Silk Cut Jaguar Tom Walkinshaw Racing                        | Bob Wollek Teo Fabi Kenny Acheson                       | Jaguar 7.4L V12                    | G      | 358    |
| 4    | C2     | 33  | Silk Cut Jaguar Tom Walkinshaw Racing                        | Derek Warwick John Nielsen Andy Wallace                 | Jaguar XJR-12                      | G      | 356    |
| 4    | C2     | 33  | Silk Cut Jaguar Tom Walkinshaw Racing                        | Derek Warwick John Nielsen Andy Wallace                 | Jaguar 7.4L V12                    | G      | 356    |
| 5    | C2     | 31  | Team Sauber Mercedes                                         | Karl Wendlinger Michael Schumacher Fritz Kreutzpointner | Mercedes-Benz C11                  | G      | 355    |
| 5    | C2     | 31  | Team Sauber Mercedes                                         | Karl Wendlinger Michael Schumacher Fritz Kreutzpointner | Mercedes-Benz M119 5.0L Turbo V8   | G      | 355    |
| 6    | C2     | 18  | Mazdaspeed Co. Ltd. Oreca                                    | Dave Kennedy Stefan Johansson Maurizio Sandro Sala      | Mazda 787B                         | D      | 355    |
| 6    | C2     | 18  | Mazdaspeed Co. Ltd. Oreca                                    | Dave Kennedy Stefan Johansson Maurizio Sandro Sala      | Mazda R26B 2.6L 4-Rotor            | D      | 355    |
| 7    | C2     | 58  | Konrad Motorsport Joest Porsche Racing                       | Hans-Joachim Stuck Derek Bell Frank Jelinski            | Porsche 962C                       | G      | 347    |
| 7    | C2     | 58  | Konrad Motorsport Joest Porsche Racing                       | Hans-Joachim Stuck Derek Bell Frank Jelinski            | Porsche Type-935 3.2L Turbo Flat-6 | G      | 347    |
| 8    | C2     | 56  | Mazdaspeed Co. Ltd. Oreca                                    | Pierre Dieudonné Takashi Yorino Yojiro Terada           | Mazda 787                          | D      | 346    |
| 8    | C2     | 56  | Mazdaspeed Co. Ltd. Oreca                                    | Pierre Dieudonné Takashi Yorino Yojiro Terada           | Mazda R26B 2.6L 4-Rotor            | D      | 346    |
| 9    | C2     | 11  | Porsche Kremer Racing                                        | Manuel Reuter Harri Toivonen JJ Lehto                   | Porsche 962CK6                     | Y      | 343    |
| 9    | C2     | 11  | Porsche Kremer Racing                                        | Manuel Reuter Harri Toivonen JJ Lehto                   | Porsche Type-935 3.2L Turbo Flat-6 | Y      | 343    |
| 10   | C2     | 17  | Repsol Brun Motorsport                                       | Oscar Larrauri Jesús Pareja Walter Brun                 | Porsche 962C                       | Y      | 338    |
| 10   | C2     | 17  | Repsol Brun Motorsport                                       | Oscar Larrauri Jesús Pareja Walter Brun                 | Porsche Type-935 3.2L Turbo Flat-6 | Y      | 338    |
| 11   | C2     | 12  | Courage Compétition                                          | François Migault Lionel Robert Jean-Daniel Raulet       | Cougar C26S                        | G      | 331    |
| 11   | C2     | 12  | Courage Compétition                                          | François Migault Lionel Robert Jean-Daniel Raulet       | Porsche Type-935 3.0L Turbo Flat-6 | G      | 331    |
| 12   | C1     | 41  | Euro Racing Team Fedco                                       | Kiyoshi Misaki Hisashi Yokoshima Naoki Nagasaka         | Spice SE90C                        | G      | 326    |
| 12   | C1     | 41  | Euro Racing Team Fedco                                       | Kiyoshi Misaki Hisashi Yokoshima Naoki Nagasaka         | Ford Cosworth DFZ 3.5L V8          | G      | 326    |
| NC   | C2     | 53  | Team Salamin Primagaz Team Schuppan                          | Hurley Haywood James Weaver Wayne Taylor                | Porsche 962C                       | D      | 316    |
| NC   | C2     | 53  | Team Salamin Primagaz Team Schuppan                          | Hurley Haywood James Weaver Wayne Taylor                | Porsche Type-935 3.0L Turbo Flat-6 | D      | 316    |
| NC   | C1     | 43  | Euro Racing PC Automotive                                    | Richard Piper Olindo Iacobelli Jean-Louis Ricci         | Spice SE89C                        | G      | 280    |
| NC   | C1     | 43  | Euro Racing PC Automotive                                    | Richard Piper Olindo Iacobelli Jean-Louis Ricci         | Ford Cosworth DFZ 3.5L V8          | G      | 280    |
| NC   | C2     | 15  | Veneto Equipe                                                | Luigi Giorgio Almo Copelli                              | Lancia LC2                         | D      | 111    |
| NC   | C2     | 15  | Veneto Equipe                                                | Luigi Giorgio Almo Copelli                              | Ferrari 308C 3.0L Turbo V8         | D      | 111    |
| DNF  | C2     | 1   | Team Sauber Mercedes                                         | Jean-Louis Schlesser Jochen Mass Alain Ferté            | Mercedes-Benz C11                  | G      | 319    |
| DNF  | C2     | 1   | Team Sauber Mercedes                                         | Jean-Louis Schlesser Jochen Mass Alain Ferté            | Mercedes-Benz M119 5.0L Turbo V8   | G      | 319    |
| DNF  | C2     | 49  | Courage Compétition Trust Racing                             | Steven Andskär George Fouché                            | Porsche 962C                       | D      | 316    |
| DNF  | C2     | 49  | Courage Compétition Trust Racing                             | Steven Andskär George Fouché                            | Porsche Type-935 3.2L Turbo Flat-6 | D      | 316    |
| NC   | C2     | 47  | Courage Compétition                                          | Michel Trollé Claude Bourbonnais Marco Brand            | Cougar C26S                        | G      | 293    |
| NC   | C2     | 47  | Courage Compétition                                          | Michel Trollé Claude Bourbonnais Marco Brand            | Porsche Type-935 3.0L Turbo Flat-6 | G      | 293    |
| DNF  | C2     | 51  | Team Salamin Primagaz Obermaier Racing                       | Jürgen Lässig Pierre Yver Otto Altenbach                | Porsche 962C                       | G      | 232    |
| DNF  | C2     | 51  | Team Salamin Primagaz Obermaier Racing                       | Jürgen Lässig Pierre Yver Otto Altenbach                | Porsche Type-935 3.2L Turbo Flat-6 | G      | 232    |
| DNF  | C2     | 32  | Team Sauber Mercedes                                         | Jonathan Palmer Stanley Dickens Kurt Thiim              | Mercedes-Benz C11                  | G      | 223    |
| DNF  | C2     | 32  | Team Sauber Mercedes                                         | Jonathan Palmer Stanley Dickens Kurt Thiim              | Mercedes-Benz M119 5.0L Turbo V8   | G      | 223    |
| DNF  | C2     | 52  | Team Salamin Primagaz Team Schuppan                          | Eje Elgh Roland Ratzenberger Will Hoy                   | Porsche 962C                       | D      | 202    |
| DNF  | C2     | 52  | Team Salamin Primagaz Team Schuppan                          | Eje Elgh Roland Ratzenberger Will Hoy                   | Porsche Type-935 3.0L Turbo Flat-6 | D      | 202    |
| DNF  | C2     | 57  | Konrad Motorsport Joest Porsche Racing                       | Louis Krages Bernd Schneider Henri Pescarolo            | Porsche 962C                       | G      | 197    |
| DNF  | C2     | 57  | Konrad Motorsport Joest Porsche Racing                       | Louis Krages Bernd Schneider Henri Pescarolo            | Porsche Type-935 3.2L Turbo Flat-6 | G      | 197    |
| DNF  | C2     | 36  | TWR Suntec Jaguar                                            | David Leslie Mauro Martini Jeff Krosnoff                | Jaguar XJR-12                      | G      | 183    |
| DNF  | C2     | 36  | TWR Suntec Jaguar                                            | David Leslie Mauro Martini Jeff Krosnoff                | Jaguar 7.4L V12                    | G      | 183    |
| DNF  | C1     | 39  | Graff Racing Automobiles Louis Descartes                     | Jean-Philippe Grand Michel Maisonneuve Xavier Lapeyre   | Spice SE89C                        | G      | 163    |
| DNF  | C1     | 39  | Graff Racing Automobiles Louis Descartes                     | Jean-Philippe Grand Michel Maisonneuve Xavier Lapeyre   | Ford Cosworth DFZ 3.5L V8          | G      | 163    |
| DNF  | C2     | 16  | Repsol Brun Motorsport                                       | Harald Huysman Robbie Stirling Bernard Santal           | Porsche 962C                       | Y      | 138    |
| DNF  | C2     | 16  | Repsol Brun Motorsport                                       | Harald Huysman Robbie Stirling Bernard Santal           | Porsche Type-935 3.2L Turbo Flat-6 | Y      | 138    |
| DNF  | C2     | 45  | Euro Racing Chamberlain Engineering                          | Nick Adams Robin Donovan Richard Jones                  | Spice SE89C                        | G      | 128    |
| DNF  | C2     | 45  | Euro Racing Chamberlain Engineering                          | Nick Adams Robin Donovan Richard Jones                  | Ford Cosworth DFZ 3.5L V8          | G      | 128    |
| DNF  | C2     | 14  | Team Salamin Primagaz                                        | Antoine Salamin Max Cohen-Olivar Marcel Tarrès          | Porsche 962C                       | G      | 101    |
| DNF  | C2     | 14  | Team Salamin Primagaz                                        | Antoine Salamin Max Cohen-Olivar Marcel Tarrès          | Porsche Type-935 3.2L Turbo Flat-6 | G      | 101    |
| DNF  | C2     | 21  | Konrad Motorsport                                            | Franz Konrad Anthony Reid Pierre-Alain Lombardi         | Porsche 962C                       | Y      | 98     |
| DNF  | C2     | 21  | Konrad Motorsport                                            | Franz Konrad Anthony Reid Pierre-Alain Lombardi         | Porsche Type-935 3.2L Turbo Flat-6 | Y      | 98     |
| DNF  | C2     | 50  | Courage Compétition Alméras Frères                           | Jacques Alméras Jean-Marie Alméras Pierre de Thoisy     | Porsche 962C                       | G      | 86     |
| DNF  | C2     | 50  | Courage Compétition Alméras Frères                           | Jacques Alméras Jean-Marie Alméras Pierre de Thoisy     | Porsche Type-935 3.0L Turbo Flat-6 | G      | 86     |
| DNF  | C1     | 44  | Euro Racing Chamberlain Engineering                          | John Sheldon Ferdinand de Lesseps Charles Rickett       | Spice SE89C                        | G      | 85     |
| DNF  | C1     | 44  | Euro Racing Chamberlain Engineering                          | John Sheldon Ferdinand de Lesseps Charles Rickett       | Ford Cosworth DFZ 3.5L V8          | G      | 85     |
| DNF  | C1     | 8   | Euro Racing                                                  | Cor Euser Charles Zwolsman Tim Harvey                   | Spice SE90C                        | G      | 72     |
| DNF  | C1     | 8   | Euro Racing                                                  | Cor Euser Charles Zwolsman Tim Harvey                   | Ford Cosworth DFZ 3.5L V8          | G      | 72     |
| DNF  | C1     | 6   | Peugeot Talbot Sport                                         | Keke Rosberg Yannick Dalmas Pierre-Henri Raphanel       | Peugeot 905                        | M      | 68     |
| DNF  | C1     | 6   | Peugeot Talbot Sport                                         | Keke Rosberg Yannick Dalmas Pierre-Henri Raphanel       | Peugeot SA35 3.5L V10              | M      | 68     |
| DNF  | C1     | 40  | Euro Racing A.O. Racing                                      | Lyn St. James Desiré Wilson Cathy Muller                | Spice SE90C                        | D      | 47     |
| DNF  | C1     | 40  | Euro Racing A.O. Racing                                      | Lyn St. James Desiré Wilson Cathy Muller                | Ford Cosworth DFZ 3.5L V8          | D      | 47     |
| DNF  | C2     | 13  | Courage Compétition                                          | Johnny Dumfries Anders Olofsson Thomas Danielsson       | Cougar C26S                        | G      | 45     |
| DNF  | C2     | 13  | Courage Compétition                                          | Johnny Dumfries Anders Olofsson Thomas Danielsson       | Porsche Type-935 3.0L Turbo Flat-6 | G      | 45     |
| DNF  | C1     | 37  | Automobiles Louis Descartes Racing Organization Course (ROC) | Bernard Thuner Pascal Fabre                             | ROC 002                            | G      | 38     |
| DNF  | C1     | 37  | Automobiles Louis Descartes Racing Organization Course (ROC) | Bernard Thuner Pascal Fabre                             | Ford Cosworth DFR 3.5L V8          | G      | 38     |
| DNF  | C1     | 5   | Peugeot Talbot Sport                                         | Mauro Baldi Philippe Alliot Jean-Pierre Jabouille       | Peugeot 905                        | M      | 22     |
| DNF  | C1     | 5   | Peugeot Talbot Sport                                         | Mauro Baldi Philippe Alliot Jean-Pierre Jabouille       | Peugeot SA35 3.5L V10              | M      | 22     |
| DNF  | C2     | 46  | Porsche Kremer Racing                                        | Tomás López Rocha Gregor Foitek Tiff Needell            | Porsche 962CK6                     | Y      | 18     |
| DNF  | C2     | 46  | Porsche Kremer Racing                                        | Tomás López Rocha Gregor Foitek Tiff Needell            | Porsche Type-935 3.2L Turbo Flat-6 | Y      | 18     |
| DNF  | C1     | 7   | Automobiles Louis Descartes                                  | Philippe de Henning Luigi Taverna Patrick Gonin         | ALD C91                            | G      | 16     |
| DNF  | C1     | 7   | Automobiles Louis Descartes                                  | Philippe de Henning Luigi Taverna Patrick Gonin         | Ford Cosworth DFR 3.5L V8          | G      | 16     |
| DNS  | C2     | 59  | Konrad Motorsport Joest Porsche Racing                       | Franz Konrad Jürgen Barth                               | Porsche 962C                       | G      | 0      |
| DNS  | C2     | 59  | Konrad Motorsport Joest Porsche Racing                       | Franz Konrad Jürgen Barth                               | Porsche Type-935 3.0L Turbo Flat-6 | G      | 0      |
| DNS  | C1     | 4   | Silk Cut Jaguar Tom Walkinshaw Racing                        | Teo Fabi Kenny Acheson Andy Wallace                     | Jaguar XJR-14                      | G      | 0      |
| DNS  | C1     | 4   | Silk Cut Jaguar Tom Walkinshaw Racing                        | Teo Fabi Kenny Acheson Andy Wallace                     | Jaguar Cosworth HB 3.5L V8         | G      | 0      |
| DNQ  | C2     | 48  | Courage Compétition                                          | Chris Hodgetts Andrew Hepworth Thierry Lacerf           | Cougar C24S                        | G      | 0      |
| DNQ  | C2     | 48  | Courage Compétition                                          | Chris Hodgetts Andrew Hepworth Thierry Lacerf           | Porsche Type-935 3.0L Turbo Flat-6 | G      | 0      |
| DNQ  | C1     | 2   | Team Sauber Mercedes                                         | Karl Wendlinger Michael Schumacher Fritz Kreutzpointner | Mercedes-Benz C291                 | G      | 0      |
| DNQ  | C1     | 2   | Team Sauber Mercedes                                         | Karl Wendlinger Michael Schumacher Fritz Kreutzpointner | Mercedes-Benz M291 3.5L Flat-12    | G      | 0      |
| DNQ  | C2     | 42  | Euro Racing                                                  | Justin Bell Shunji Kasuya                               | Spice SE88P                        | G      | 0      |
| DNQ  | C2     | 42  | Euro Racing                                                  | Justin Bell Shunji Kasuya                               | Ferrari 308C 3.5L Turbo V8         | G      | 0      |
| DNQ  | C2     | 54  | Team Salamin Primagaz Team Davey                             | Katsunori Iketani Mercedes Stermitz Valentino Musetti   | Porsche 962C                       | G      | 0      |
| DNQ  | C2     | 54  | Team Salamin Primagaz Team Davey                             | Katsunori Iketani Mercedes Stermitz Valentino Musetti   | Porsche Type-935 3.2L Turbo Flat-6 | G      | 0      |

1923 · 1924 · 1925 · 1926 · 1927 · 1928 · 1929 · 1930 · 1931 · 1932 · 1933 · 1934 · 1935 · 1936 · 1937 · 1938 · 1939 · 1940 - 1948 · 1949 · 1950 · 1951 · 1952 · 1953 · 1954 · 1955 (Ramp) · 1956 · 1957 · 1958 · 1959 · 1960 · 1961 · 1962 · 1963 · 1964 · 1965 · 1966 · 1967 · 1968 · 1969 · 1970 · 1971 · 1972 · 1973 · 1974 · 1975 · 1976 · 1977 · 1978 · 1979 · 1980 · 1981 · 1982 · 1983 · 1984 · 1985 · 1986 · 1987 · 1988 · 1989 · 1990 · 1991 · 1992 · 1993 · 1994 · 1995 · 1996 · 1997 · 1998 · 1999 · 2000 · 2001 · 2002 · 2003 · 2004 · 2005 · 2006 · 2007 · 2008 · 2009 · 2010 · 2011 · 2012 · 2013 · 2014 · 2015 · 2016 · 2017 · 2018 · 2019 · 2020 · 2021 · 2022 · 2023 · 2024